# Badówka (przystanek kolejowy)
Badówka (ukr. Бадівка, ros. Бадовка) – przystanek kolejowy w miejscowości Badówka, w rejonie rówieńskim, w obwodzie rówieńskim, na Ukrainie.